# Àlgebra diferencial
En matemàtiques, l'àlgebra diferencial compren l'estudi d'estructures algebraiques dotades d'una operació de derivació, entesa aquesta com una aplicació unària que satisfà la Regla del producte o Llei de Leibniz. Segons quina sigui l'estructura considerada, parlem d'anells, cossos o àlgebres diferencials. Un exemple d'aquest tipus d'estructura és el l'anell dels polinomis d'una variable amb coeficients complexos dotats amb la derivació.

## Anell diferencial
Un anell diferencial és un anell A dotat d'una o més derivacions, això és un homomorfisme
{\displaystyle \partial :A\to A\,}
que satisfà la regla del producte
{\displaystyle \partial (a_{1}a_{2})=(\partial a_{1})a_{2}+a_{1}(\partial a_{2}),\,}
per tot {\displaystyle a_{1},a_{2}\in A}. Cal notar que l'anell pot ser no commutatiu i, per tant, tampoc la regla del producte no seria commutativa.
Si definim {\displaystyle M:A\times A\to A} com l'operació producte definida a l'anell, es té la identitat:
{\displaystyle \partial \circ M=M\circ (\partial \otimes \operatorname {Id} )+M\circ (\operatorname {Id} \otimes \partial ).}
on {\displaystyle f\otimes g} nota l'aplicació que fa correspondre el parell {\displaystyle (x,y)} al parell {\displaystyle (f(x),g(y))}.

## Cos diferencial
Un cos diferencial és un cos K dotat d'una aplicació diferencial. De les propietats algebraiques dels cossos, es deriva la necessitat d'establir condicions addicionals a l'aplicació diferencial no considerades en els anells diferencials. En concret, a més de complir la regla de producte, si el cos és abelià o commutatiu la derivació ha de ser distributiva respecte a la suma definida al cos:
{\displaystyle \partial (u+v)=\partial u+\partial v\,\quad \forall u,v\in K}

## Àlgebra diferencial
Una àlgebra diferencial sobre un cos K és una K-àlgebra A en la que la derivació definida commuta amb el producte. És a dir, per tots {\displaystyle k\in K} i {\displaystyle x\in A} es té:
{\displaystyle \partial (kx)=k\partial x}
En notació sense índexs, si {\displaystyle \eta \colon K\to A} és un morfisme d'anells que defineix el producte per un escalar a l'àlgebra, es compleix
{\displaystyle \partial \circ M\circ (\eta \times \operatorname {Id} )=M\circ (\eta \times \partial )}
Com en els casos anteriors, la derivació ha de complir la regla del producte respecte al producte intern de l'àlgebra i ésser lineal respecte a la suma. A més, per tot {\displaystyle a,b\in K} i {\displaystyle x,y\in A}
{\displaystyle \partial (xy)=(\partial x)y+x(\partial y)}
i
{\displaystyle \partial (ax+by)=a\,\partial x+b\,\partial y.}

## Derivació a una àlgebra de Lie
La derivació a un Àlgebra de Lie {\displaystyle {\mathfrak {g}}} és una aplicació lineal {\displaystyle D\colon {\mathfrak {g}}\to {\mathfrak {g}}} que satisfà la regla del producte:
{\displaystyle D([a,b])=[a,D(b)]+[D(a),b]}
Per tot {\displaystyle a\in {\mathfrak {g}}}, ad(a) és la derivació {\displaystyle {\mathfrak {g}}} que s'obté de la Identitat de Jacobi. Les derivades d'aquest tipus s'anomenen derivades internes.

## Exemples
Si a {\displaystyle A} existeix la unitat respecte al producte, aleshores ∂(1) = 0 ja que ∂(1) = ∂(1 × 1) = ∂(1) + ∂(1). Per exemple, a un cos diferencial de característica zero, els racionals són sempre una subcos del cos constant.
Qualsevol cos pur pot ésser interpretat com un cos diferencial constant.
El cos Q(t) té una estructura única com a cos diferencial, determinat per ∂(t) = 1: els axiomes dels cossos junt amb els axiomes de la derivació garanteixen que la derivació ho és respecte t. Per exemple, per la commutabilitat de la multiplicació i la regla del producte, es té ∂(u²) = u ∂(u) + ∂(u)u= 2u∂(u).
El cos diferencial Q(t) no conté la solució a l'equació 
{\displaystyle \partial (u)=u}
però es pot estendre per obtenir un cos diferencial que inclou la funció et, que sí que conté una solució de l'equació esmentada.
Un cos diferencial on tota equació algebraica té solució s'anomena cos diferencial algebraicament tancat. Aquest cos existeix tot i no aparèixer de manera natural a objectes algebraics o geomètrics. Tots els cossos diferencials (de cardinalitat acotada) s'encasten dins d'un ampli cos diferencial algebraicament tancat. Els cossos diferencials s'estudien a la Teoria diferencial de Galois.
Exemples naturals de derivacions són derivades parcials, derivades de Lie, derivades de Pincherle i el commutador respecte a algun element de l'àlgebra.

## Anell dels pseudo-operadors diferencials
A vegades, els anells i àlgebres diferencials són estudiats mitjançant l'anell de pseudo-operadors diferencials.
Aquest és l'anell
{\displaystyle R((\xi ^{-1}))=\left\{\sum _{n<\infty }r_{n}\xi ^{n}|r_{n}\in R\right\}.}
La multiplicació a l'anell es defineix com
{\displaystyle (r\xi ^{m})(s\xi ^{n})=\sum _{k=0}^{m}r(\partial ^{k}s){m \choose k}\xi ^{m+n-k}.}
Aquí {\displaystyle {m \choose k}} és el coeficient binomial. Noteu la identitat
{\displaystyle \xi ^{-1}r=\sum _{n=0}^{\infty }(-1)^{n}(\partial ^{n}r)\xi ^{-1-n}}
que empra 
{\displaystyle {-1 \choose n}=(-1)^{n}}
i
{\displaystyle r\xi ^{-1}=\sum _{n=0}^{\infty }\xi ^{-1-n}(\partial ^{n}r).}